# یوناگونی
یوناگونی (به ژاپنی: 与那国島, Yonaguni) یوناگونی جیما یا نام قدیم جونی-شیما، یک جزیره ژاپنی و یکی از جزایر یائه‌یاما به فاصله ۱۰۸ کیلومتری تایوان است.